# Růže arkansaská

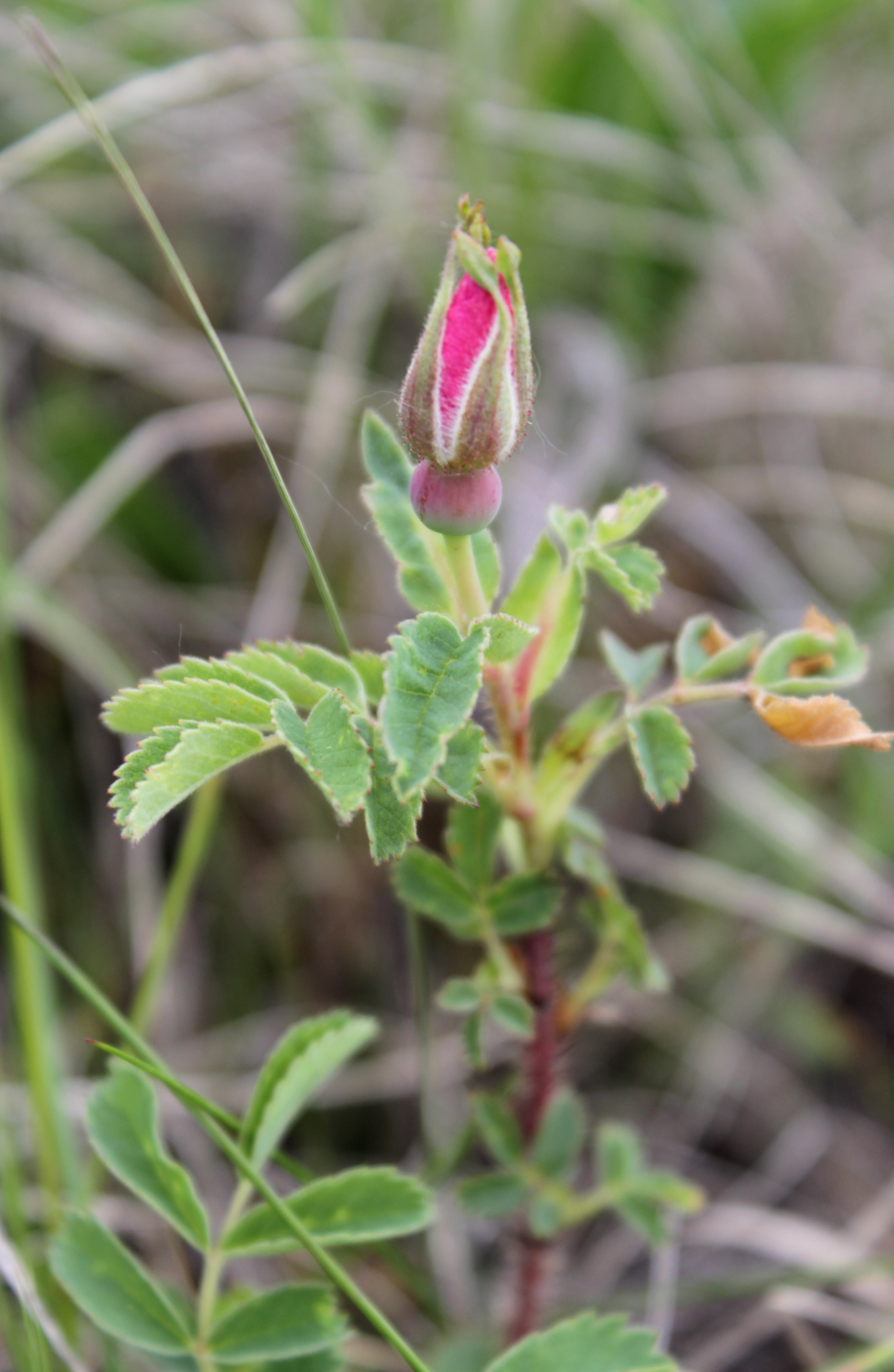
Pupen růže arkansaské

Růže arkansaská (Rosa arkansana) je opadavá, nenáročná, nízká, původem severoamerická keřovitá dřevina. Roste v suchých prériích a počátkem léta hojně kvete 5 cm velkými růžovými květy a na podzim z nich tvoří červené šípky.

## Rozšíření
Druh s původním areálem ve Spojených státech amerických na Velkých planinách a po východním okraji Skalnatých hor se druhotně rozšířil na severovýchodní pobřeží Spojených států i na jihovýchod Kanady. Je považován za samovolně se šířící až invazní druh. Preferuje otevřené, písčité pláně a mimo ně se vyskytuje také v hornatých prériích, na vrcholech kopců, skalnatých výbězích, pastvinách, opuštěných polích, v lesních lemech i podél železničních tratí.

## Ekologie
Růži arkansaské nejlépe vyhovují místa s plným osluněním, spokojí se však i s polostínem, kde ale bude méně kvést. Nejlépe roste na propustné půdě průběžně vlhké a zásobené živinami, běžně však v přírodě žije v půdě suché, neúrodné, hlinité, písčité či kamenité, slabě kyselé až zásadité. Vzrostlí jedinci dobře odolávají suchu, jejich větve ale málokdy vytrvávají déle než několik let, obvykle brzy usychají a jsou nahrazovány novými výhonky rašícími z kořenů. Dřevina kvete koncem jara a počátkem léta po dobu asi třech týdnů, jednotlivé květy obvykle jen dva až tři dny. Plody dozrávají v pozdním létě nebo počátkem podzimu. Na mírné spasení domácími nebo volně žijícími býložravci reaguje svým rozrůstáním. Často se kříží s okolo rostoucími druhy. Ploidie růže arkansaské je 2n = 28.

## Popis
Jedná se o nízký, opadavý, hustě ostnitý keř vysoký 50 až 100 cm s větvemi přímými, klenutými nebo poléhavými. V mládí mají kůru matně červenou až purpurovou, jsou ostnité nebo řidčeji štětinaté a střídavě porostlé lichozpeřenými, 5 až 10 cm velkými listy s řapíky. Listy mívají devět až jedenáct kýlnatých, eliptických až obvejčitých lístků, které bývají dlouhé od 2 do 4 cm a široké 1 až 2 cm, u báze jsou klínovité a na konci tupé až zaoblené, po obvodu ostře pilovité, na svrchní straně tmavě zelené, lesklé a na spodní světle zelené, lehce pýřité. Palisty velké 10 až 25 mm jsou zubaté a někdy žláznatě brvité.
Světle červené květy mají v průměru 4 až 5 cm, vyrůstají na koncích větví samostatně nebo ve svazečcích až po šesti. Jsou voňavé, oboupohlavné, pětičetné, mají krátké vzpřímené stopky s jedním či dvěma široce kopinatými listeny. Květy mají kulovitou, lysou, nežláznatou češuli. Kališní lístky jsou zelené, 13 mm dlouhé, kopinaté, žláznaté, nazpět zahnuté a vytrvalé. Korunní lístky jsou jednoduché, růžové a vzácně i bílé, 20 až 25 mm dlouhé, obsrdčité. Žlutých tyčinek je v květu asi 120, žluté čnělky s bliznami jsou kratší a nevystupují z květu, pestíků je mnoho, lysý semeník je spodní. Květy nemají nektar a nabízejí svým opylovačům, čmelákům, včelám a různým broukům pouze pyl.
Plod vzniklý z opyleného květu je červený, lysý, kulovitý až hruškovitý šípek asi 10 až 15 mm dlouhý se vztyčenými kališními lístky. V čase zralosti je uvnitř téměř suchý a obsahuje několik oválných, světle hnědých 4 mm velkých semen.

## Rozmnožování
Růže arkansaská se rozmnožuje ze semen, která nejčastěji rozšiřují ptáci konzumující výživné plody. Semena špatně klíčí, mnohdy až po několika letech uložení v půdě, tuto dobu může zkrátit skarifikace semen. Růži lze také úspěšně rozmnožovat řízky z polovyzrálého dřeva s patkou starého. Po zakořenění vytvářejí rostliny hluboký dřevnatý kořen, pokud nenarazí na kameny, může sahat až tři metry hluboko, včetně rozrůstajících se podzemních oddenků, z kterých raší nové rostliny a tak vznikají celé kolonie.

## Využití
Šípek obsahuje vitamíny A, C, E, rozličné flavonoidy, stejně jako esenciální mastné kyseliny. Pro svůj malý obsah dužiny je spíše vhodný k sušení než k výrobě džemů a marmelád. Semena po rozdrcení jsou vhodným zdrojem vitamínu E. Suchý drcený kořen má schopnost zastavovat kapilární krvácení, odvar z něho léčí krvácející rány a svalové křeče.